# حديث المدينة (فلم)
حديث المدينة هو فيلم مصري إنتاج 1964 .

## القصة
تلهو فتاة لعوب (شويكار) بأحد أبطال كرة القدم (عصام بهيج) حتى إنهار مستواه الرياضي فيتعاون زملاؤه حتى يترك الفتاة ويعود كما كان.

## الممثلين
- شويكار
- عصام بهيج
- سميرة أحمد
- علي محسن المريسي
- عزيزة حلمي
- عصمت محمود
- عادل هيكل
- إسكندر منسي
- سهير زكي

## روابط خارجية
- حديث المدينة على موقع الدهليز
- حديث المدينة على موقع قاعدة بيانات الأفلام العربية